# Верхний Иремель (посёлок)
Ве́рхний Иреме́ль — посёлок в Миасском городском округе Челябинской области.

## География
Через посёлок протекает одноимённая река, которая впадает в Иремельское водохранилище. Расстояние до Миасса 40 км.

## Население
| 2002 | 2010 |
| ---- | ---- |
| 12   | ↗13  |

По данным Всероссийской переписи, в 2010 году численность населения посёлка составляла 13 человек (8 мужчин и 5 женщин).

## Улицы
Уличная сеть посёлка состоит из 2 улиц.